# Anthony Byrne
Anthony "Tony" Byrne, född 6 juli 1930 i Drogheda, död 27 april 2013 i Edmonton, var en irländsk boxare.
Byrne blev olympisk bronsmedaljör i lättvikt i boxning vid sommarspelen 1956 i Melbourne.